# Muhal Richard Abrams
Muhal Richard Abrams (Chicago, 19 de septiembre de 1930-Manhattan, 29 de octubre de 2017) fue un compositor y pianista de jazz estadounidense.
Dentro del mundo del jazz, se hizo famoso porque en 1962 fundó la Association for the Advancement of Creative Musicians (AACM), un organismo de músicos de Chicago que incentiva y promueve a los músicos de jazz de la ciudad y también por fundar la escuela de música de dicha entidad. Además, desarrolló su actividad docente en el Banff Center, y en las universidades de Columbia y Siracusa.
Como músico se destacan sus trabajos en casi todos los subgéneros del jazz, desde el boogie-woogie hasta el free jazz, pasando por el bop, el Avant-Garde, el Big Band y el Rhythm & Blues. Aunque no es reconocido como un gran instrumentista, sí es reconocido por sus pares (ganó varios premios, incluida la primera entrega del The JazzPar Prize) tanto por sus logros como compositor, como por su gran aporte al mundo de la música desde asociaciones como el Consejo de las Artes de Nueva York, o la Organización Nacional del Jazz de donde fue miembro activo.

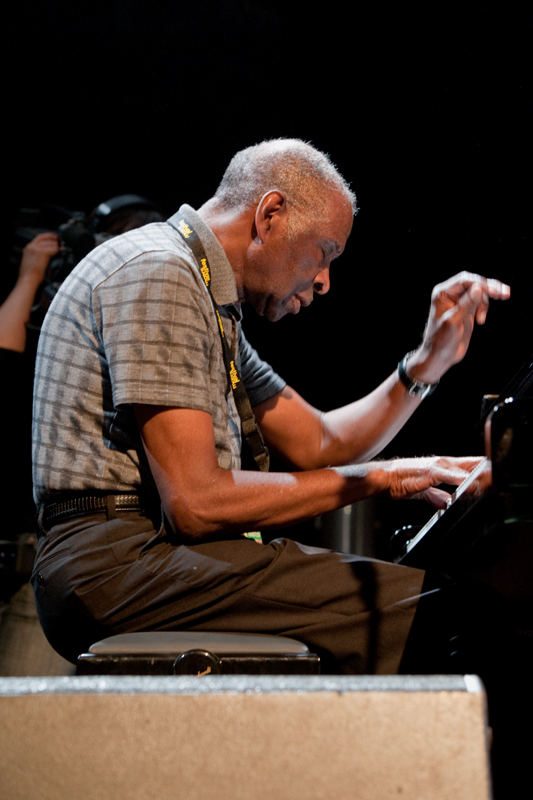

Sus composiciones fueron interpretadas por New Band, The Rova Saxophone Quartet, The String Trio of New York, Brooklyn Philharmonic Chamber Orchestra, Kronos Quartet, Ursula Oppens, Detroit Symphony Orchestra y Cassatt String Quartet, entre otros. Como pianista, participó en recitales y discos de The Art Ensemble of Chicago, y en grabaciones de los trompetistas Kenny Dorham y Woody Shaw, entre otros.

## Discografía destacada
| Año  | Título                       | Sello       |
| 1967 | Levels and Degrees of Light  | Delmark     |
| 1975 | Sightsong                    | Black Saint |
| 1978 | Spiral Live at Montreux 1978 | Novus       |
| 1981 | Blues Forever                | Black Saint |
| 1983 | Rejoicing with the Light     | Black Saint |
| 1990 | Blu Blu Blu                  | Black Saint |
| 1995 | One Line, Two Views          | New World   |